# Hugo Baum
Hugo Baum (Forst, 17 gennaio 1867 – Rostock, 15 aprile 1950) è stato un botanico tedesco.

## Biografia
Come risultato della sua partecipazione nella spedizione Cunene Zambesi dall'11 agosto 1899 al 6 giugno 1900, nel cuore del continente africano, essi non solo studiarono la valutazione del potenziale economico dell'Angola meridionale, ma raccolse importanti collezioni botaniche e zoologiche. Di ritorno dall'Africa visse a Rostock e lavorò nel Giardino Botanico dell'Università di Rostock, dove, nonostante le difficoltà, svolse un ruolo decisivo nello sviluppo di questa istituzione. All'età di 58 anni fece ancora un viaggio e arrivò in Messico, dove ancora una volta, molte delle nuove scoperte furono dovute ai suoi sforzi.

## Opere principali
- Hugo Baum, Otto Warburg (eds.) 1903. Kunene-Sambesi-Expedition. Kolonial-Wirtschaftliches Komitee. Berlín, 153 pp. reimpreso por BiblioBazaar, 2010, 646 pp. ISBN 117490285X, ISBN 9781174902857

- ---------, Walter Allendorff (eds.) 1925. Allendorffs Kulturpraxis der Kalt- und Warmhauspflanzen. Parey, Berlín